# 逍遙法外角色列表
《逍遙法外》（How to Get Away with Murder）是ABC於2014年9月25日起開播的美國電視劇。本劇由ShondaLand製作公司彼得·諾沃克開創並由珊達·萊梅斯擔任執行製作。故事講述由薇拉·戴維絲飾演的一個在費城大學擔任法律課講師的律師，以及圍繞在其與其學生的殺人案件的故事。

## 演員登場
主要演員
| 角色                | 演員              | 登場季數        | 登場季數        | 登場季數        | 登場季數        | 登場季數        | 登場季數        |
| 角色                | 演員              | 1               | 2               | 3               | 4               | 5               | 6               |
| 主要角色            | 主要角色          | 主要角色        | 主要角色        | 主要角色        | 主要角色        | 主要角色        | 主要角色        |
| ------------------- | ----------------- | --------------- | --------------- | --------------- | --------------- | --------------- | --------------- |
| 安娜莉絲·基汀       | 薇拉·戴維絲       | 主演            | 主演            | 主演            | 主演            | 主演            | 主演            |
| 奈特·黎西           | 比利·布朗         | 主演            | 主演            | 主演            | 主演            | 主演            | 主演            |
| 衛斯·吉賓斯         | 阿爾弗雷德·伊諾奇 | 主演            | 主演            | 主演            | 客串            | Does not appear | Does not appear |
| 康納·沃許           | 傑克·法洛希       | 主演            | 主演            | 主演            | 主演            | 主演            | 主演            |
| 蕾貝卡·沙特         | 凱媞·范德雷       | 主演            | 客串            | Does not appear | Does not appear | Does not appear | Does not appear |
| 米凱拉·普萊特       | 雅佳·娜歐蜜·金    | 主演            | 主演            | 主演            | 主演            | 主演            | 主演            |
| 亞瑟·麥爾史東       | 馬特·麥高瑞       | 主演            | 主演            | 主演            | 主演            | 主演            | 主演            |
| 蘿瑞爾·卡斯提洛     | 凱拉·蘇薩         | 主演            | 主演            | 主演            | 主演            | 主演            | 客串            |
| 法蘭克·迪爾菲諾     | 查理·韋伯         | 主演            | 主演            | 主演            | 主演            | 主演            | 主演            |
| 邦妮·溫特巴頓       | 麗莎·薇爾         | 主演            | 主演            | 主演            | 主演            | 主演            | 主演            |
| 奧利佛·漢普頓       | 康拉德·里卡摩拉   | 常設            | 常設            | 主演            | 主演            | 主演            | 主演            |
| 加布里埃爾·馬多克斯 | 羅姆·弗林         | Does not appear | Does not appear | Does not appear | 客串            | 主演            | 主演            |
| 泰根·普瑞絲         | 艾米拉·凡恩       | Does not appear | Does not appear | Does not appear | 常設            | 主演            | 主演            |
| 艾米特·克勞佛       | 提摩西·荷頓       | Does not appear | Does not appear | Does not appear | Does not appear | 主演            | Does not appear |

其他演員
| 演員               | 角色              | 登場季數        | 登場季數        | 登場季數        | 登場季數        | 登場集數 |
| 演員               | 角色              | 1               | 2               | 3               | 4               | 登場集數 |
| ------------------ | ----------------- | --------------- | --------------- | --------------- | --------------- | -------- |
| 馬西雅·蓋·哈登     | 漢娜·基汀         | 常設            | Does not appear | Does not appear | Does not appear | 4        |
| 湯姆·維里卡        | 山姆·基汀         | 常設            | 常設            | 客串            | 客串            | 17       |
| 琳恩·威特菲爾德    | 梅莉·沃克         | 常設            | Does not appear | Does not appear | Does not appear | 3        |
| 艾莉西雅·瑞納      | 溫蒂·帕克斯       | 常設            | Does not appear | Does not appear | Does not appear | 4        |
| 艾波兒·帕克·瓊斯   | 克萊兒·布萊絲     | 常設            | Does not appear | Does not appear | Does not appear | 3        |
| 阿瓊·古普塔        | 肯恩              | 常設            | Does not appear | Does not appear | Does not appear | 5        |
| 埃里耶·奈特        | 艾登·沃克         | 常設            | Does not appear | Does not appear | Does not appear | 2        |
| 萊尼·普拉特        | 葛里芬·歐萊利     | 常設            | Does not appear | Does not appear | Does not appear | 5        |
| 梅根·維斯特        | 萊拉·史坦嘉       | 常設            | Does not appear | Does not appear | Does not appear | 6        |
| 莎拉·伯恩斯        | 艾蜜莉·辛克萊爾   | 客串            | 常設            | Does not appear | Does not appear | 10       |
| 茜茜莉·泰森        | 歐菲莉亞·哈克尼斯 | 客串            | 常設            | 客串            | 常設            | 6        |
| 約翰·波西          | 威廉·麥爾史東     | 客串            | 常設            | Does not appear | Does not appear | 6        |
| 喬瑟·祖尼加        | 豪爾赫·卡斯提洛   | 客串            | Does not appear | Does not appear | Does not appear | 1        |
| 埃賽·莫拉萊斯      | 豪爾赫·卡斯提洛   | Does not appear | Does not appear | 常設            | 常設            | 8        |
| 芳姬·詹森          | 伊芙·羅斯洛       | Does not appear | 常設            | 客串            | Does not appear | 7        |
| 亞當·阿金          | 華萊士·馬霍尼     | Does not appear | 常設            | Does not appear | Does not appear | 4        |
| 貝尼托·馬丁尼茲    | 陶德·丹佛         | Does not appear | 常設            | 常設            | 常設            | 18       |
| 愛紐卡·阿奇默      | 妮亞·黎西         | Does not appear | 常設            | Does not appear | Does not appear | 2        |
| 瓊恩·麥可墨翠      | 海倫娜·哈普斯塔爾 | Does not appear | 常設            | Does not appear | Does not appear | 2        |
| 肯德瑞克·山姆普森  | 凱勒布·哈普斯塔爾 | Does not appear | 常設            | Does not appear | Does not appear | 13       |
| 奧田艾咪           | 凱瑟琳·哈普斯塔爾 | Does not appear | 常設            | Does not appear | Does not appear | 11       |
| 馬特·科恩          | 李維·沙特         | Does not appear | 常設            | Does not appear | Does not appear | 4        |
| 傑弗森·懷特        | 菲利浦·傑瑟普     | Does not appear | 常設            | Does not appear | Does not appear | 7        |
| 艾蜜莉·史瓦洛      | 麗莎·卡麥隆       | Does not appear | 常設            | 客串            | Does not appear | 3        |
| 凱兒喜·史考特      | 蘿絲·艾德蒙       | Does not appear | 常設            | 客串            | Does not appear | 6        |
| 艾莉珊卓·梅茲      | 希拉·格林李       | Does not appear | 常設            | Does not appear | Does not appear | 2        |
| 埃薩克·萊恩·布朗   | 克里斯托夫        | Does not appear | 常設            | 常設            | Does not appear | 3        |
| 蘿克珊·哈特        | 席爾維亞·馬霍尼   | Does not appear | 客串            | 常設            | Does not appear | 4        |
| 威爾遜·貝索爾      | 查爾斯·馬霍尼     | Does not appear | 客串            | 常設            | Does not appear | 4        |
| 羅傑·羅賓森        | 麥克·哈克尼斯     | Does not appear | 客串            | 客串            | 常設            | 4        |
| 露娜·維萊斯        | 索拉亞·哈格羅夫   | Does not appear | Does not appear | 常設            | 客串            | 11       |
| 瑪麗·布萊姬        | 蘿                | Does not appear | Does not appear | 常設            | Does not appear | 2        |
| 布莉特·巴特勒      | 翠雪兒·普萊特     | Does not appear | Does not appear | 常設            | Does not appear | 3        |
| L·斯科特·考德威爾  | 茉莉·布洛梅爾     | Does not appear | Does not appear | 常設            | 常設            | 5        |
| 蜜拉娜·潔美·傑克森 | 芮奈·艾特伍德     | Does not appear | Does not appear | 常設            | Does not appear | 10       |
| 優蘭達·羅斯        | 克勞蒂亞·蓋爾文   | Does not appear | Does not appear | 常設            | 常設            | 5        |
| 尼可拉斯·岡薩雷茲  | 多明奈克          | Does not appear | Does not appear | 常設            | 常設            | 4        |
| 柯蘋·里德          | 梅姬·崔佛斯       | Does not appear | Does not appear | 常設            | Does not appear | 13       |
| 馬克·L·泰勒        | 文斯·雷文         | Does not appear | Does not appear | 常設            | Does not appear | 4        |
| 賈桂琳·哈恩        | 芭芭拉·傑寇布斯   | Does not appear | Does not appear | 常設            | Does not appear | 5        |
| 史蒂芬妮·菲瑞希    | 艾倫·弗里曼       | Does not appear | Does not appear | 常設            | 客串            | 3        |
| 戴米昂·J·克拉克    | 芒福德            | Does not appear | Does not appear | 常設            | Does not appear | 7        |
| 葛蘿莉亞·葛拉優亞  | 布莉安娜·戴維斯   | Does not appear | Does not appear | 常設            | Does not appear | 9        |
| 貝赫茲·達布        | 賽門·德雷克       | Does not appear | Does not appear | 常設            | 常設            | 20       |
| 馬修·里希          | 湯瑪斯            | Does not appear | Does not appear | 常設            | Does not appear | 5        |
| D·W·莫非特         | 傑夫·沃許         | Does not appear | Does not appear | Does not appear | 常設            | 2        |
| 凱薩琳·艾貝        | 賈桂琳·羅亞       | Does not appear | Does not appear | Does not appear | 常設            | 4        |
| 艾米拉·范恩        | 媞根·普萊斯       | Does not appear | Does not appear | Does not appear | 常設            | 10       |
| 洛莉塔·黛維琪      | 桑德琳·卡斯提洛   | Does not appear | Does not appear | Does not appear | 常設            | 3        |
| 約翰·亨斯利        | 羅佐·米勒         | Does not appear | Does not appear | Does not appear | 常設            | 3        |
| 吉姆·阿貝爾        | 泰德              | Does not appear | Does not appear | Does not appear | 常設            | 2        |
| 葛林·特曼          | 老奈特·黎西       | Does not appear | Does not appear | Does not appear | 常設            | 3        |
| 吉米·史密茲        | 艾薩克·羅亞       | Does not appear | Does not appear | Does not appear | 常設            | 12       |
| 關多琳·慕郎巴      | 瑟蕾絲汀          | Does not appear | 客串            | Does not appear | 客串            | 2        |

## 主要角色

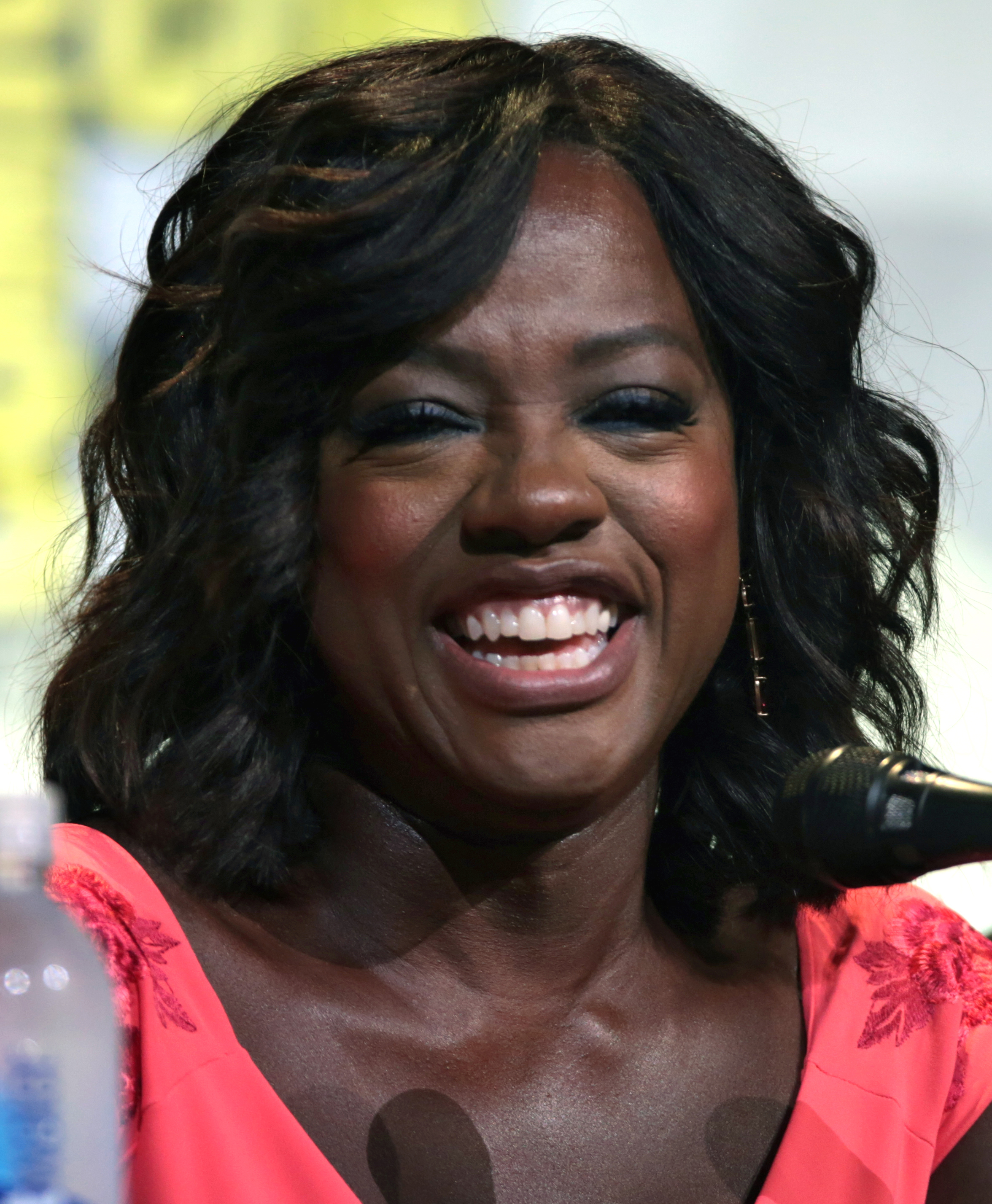
薇拉·戴維絲飾演安娜莉絲·基汀

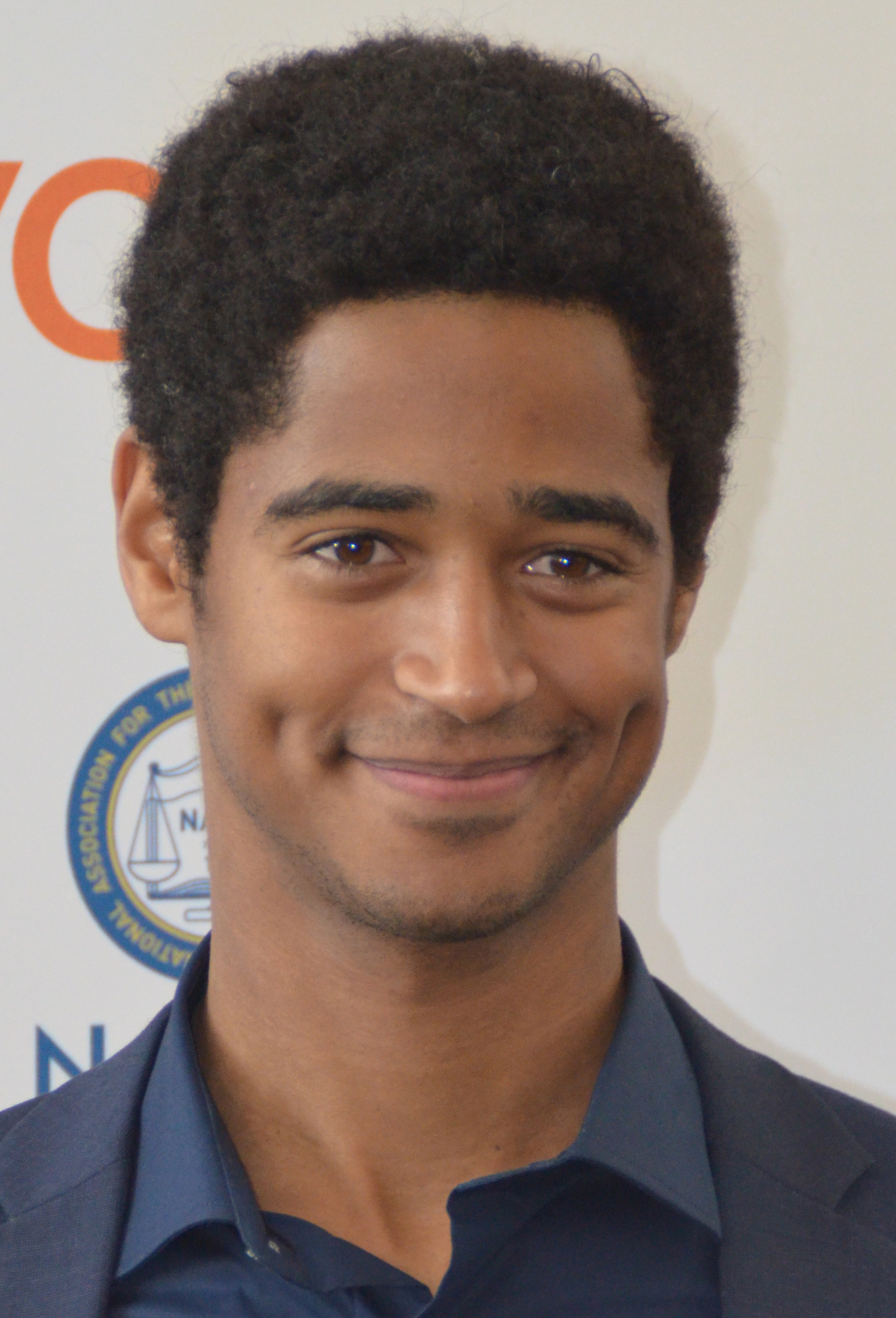
阿爾弗雷德·伊諾奇飾演衛斯·吉賓斯

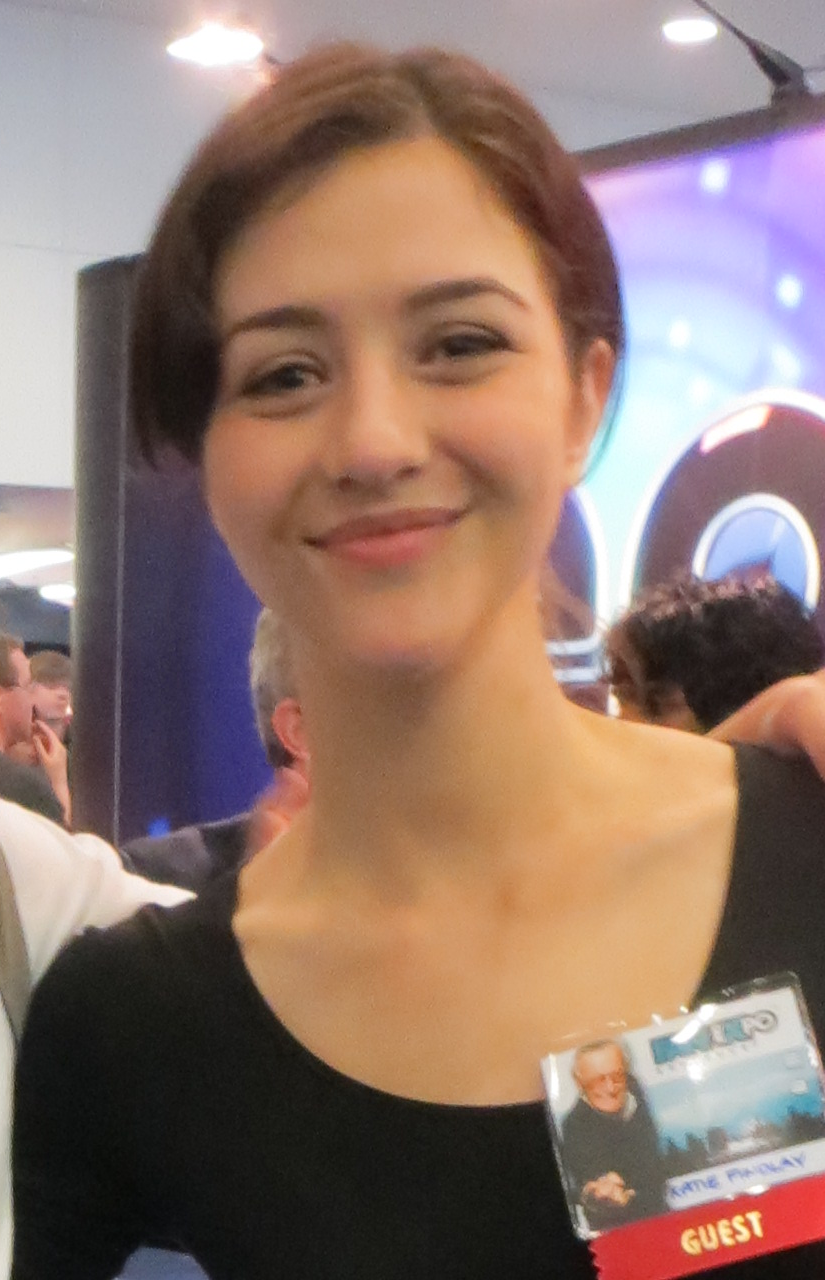
凱媞·范德雷飾演蕾貝卡·沙特

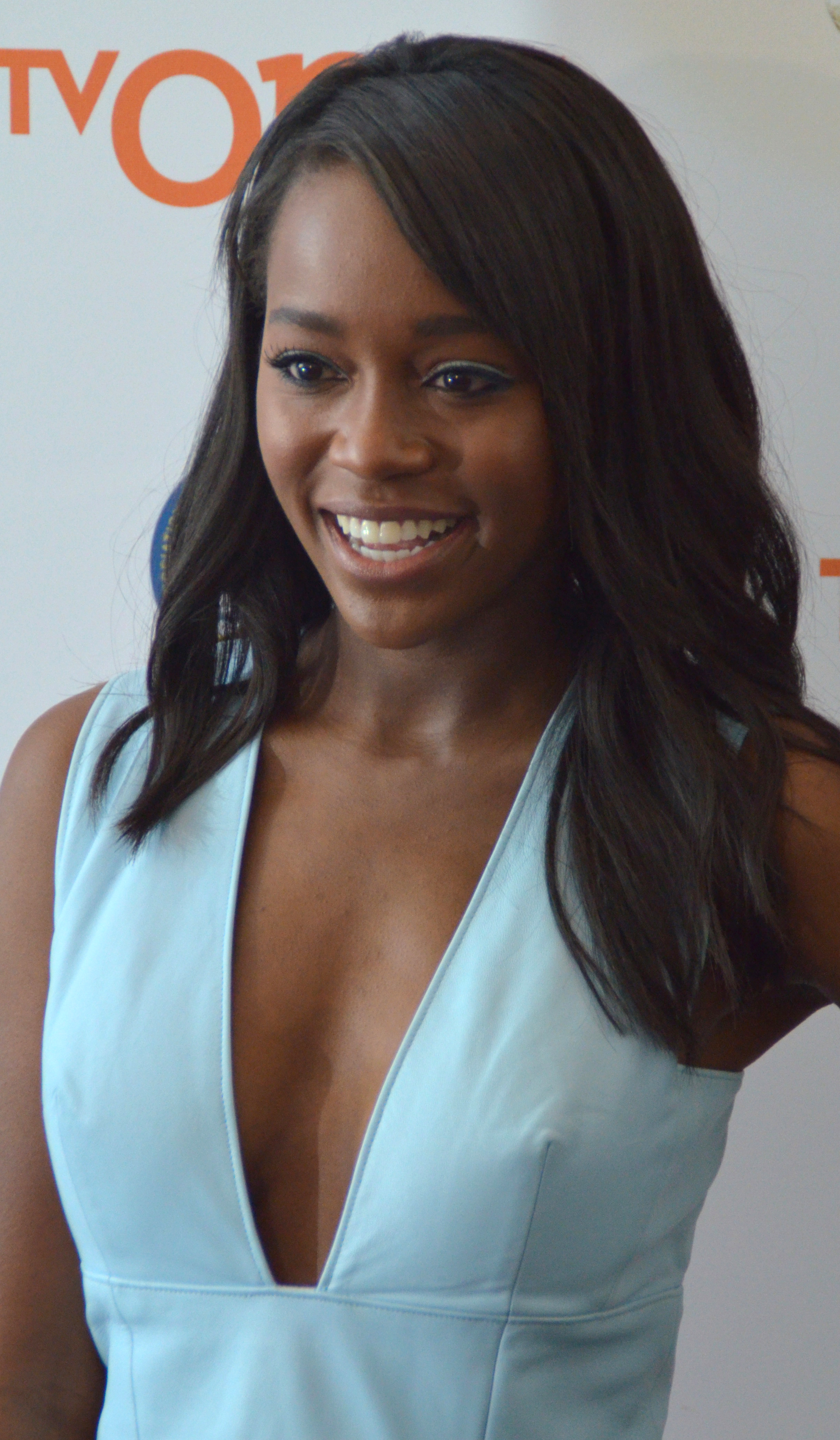
雅佳·娜歐蜜·金飾演米凱拉·普萊特

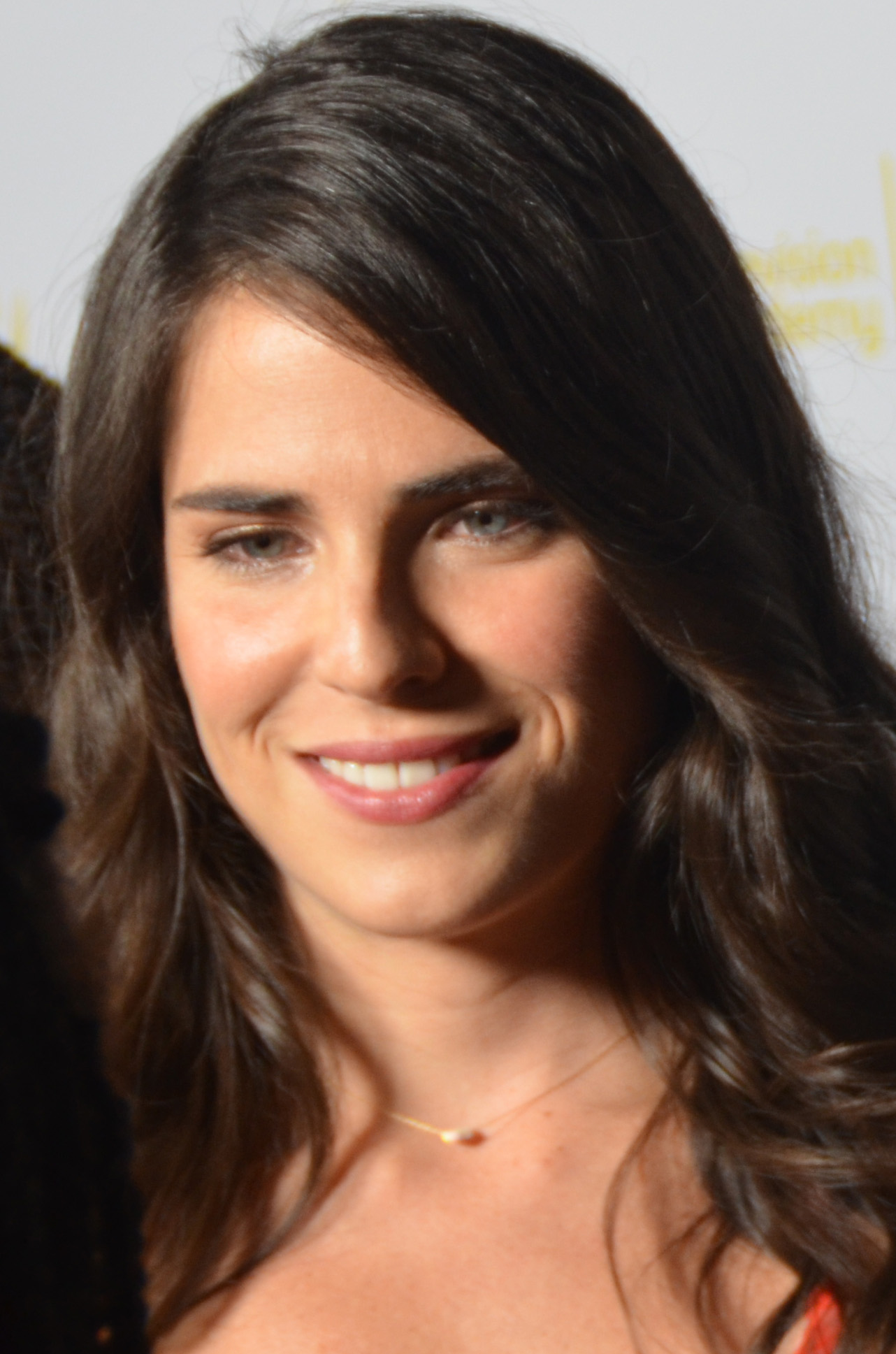
凱拉·蘇薩飾演蘿瑞爾·卡斯提洛

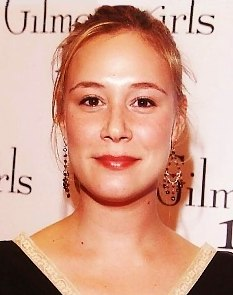
麗莎·薇爾飾演邦妮·溫特巴頓

- 薇拉·戴維絲 飾演 安娜莉絲·基汀（Annalise Keating）

本名：安娜·梅·哈克尼斯（Anna Mae Harkness），1967年生於曼非斯，擁有高知名度的律師，同時兼任米爾頓大學法律系教授。集聰明、熱情、迷人與創意於一身，私底下更有著讓人意想不到的性感魅力，危險且令人摸不著頭緒。在法庭和課堂上總是顯得冷酷無情，為求幫助客戶脫罪而不擇手段，因此與檢警總是處於對立面。幼時曾遭親戚侵犯，故對母親感到不諒解，對背叛家庭的父親更是憎恨。曾與丈夫山姆懷有一子，卻因一場陰謀而車禍流產，這成為了她心中的一大傷痛，也因此將情感轉嫁於和她有所淵源的學生衛斯。對山姆的外遇既心痛又氣憤，但她同時也與奈特維持著婚外情關係，大學時期也和同窗伊芙有過一段認真的感情。因為種種的命案以及酗酒問題，使她的職涯面臨危機，並在心理諮商的過程中，逐漸剖析自我，試著從中獲得救贖。
- 比利·布朗 飾演 奈森尼爾·“奈特”·黎西（Nathaniel "Nate" Lahey）

原為一名警官，卻因和安娜莉絲的情感糾葛，迫使他的職涯面臨許多挫折。曾被安娜莉絲陷害入獄，但也在安娜莉絲的計畫下，受到伊芙的幫助而洗刷冤屈。有個生重病的妻子妮亞，卻同時和安娜莉絲發展婚外情，但在經歷安娜莉絲的不擇手段後，對安娜莉絲感到不信任。復職後轉往檢察廳工作，並與檢察官芮奈發展關係，結果卻和安娜莉絲與芮奈陷入三角利害關係，使得他選擇快速斬斷複雜的三角關係。
- 阿爾弗雷德·伊諾奇 飾演 “衛斯”理·吉賓斯（Wesley "Wes" Gibbins）

本名：克里斯托夫（Christophe），安娜莉絲的學生，法律系後補生錄取。對謎樣的鄰居蕾貝卡感到好奇，並選擇相信被陷害的蕾貝卡，進而在幫助她時墜入情網。為了保護蕾貝卡而失手殺害了山姆，並受到安娜莉絲的幫助而掩蓋罪行。幼年與母親相依為命，後來因母親自殺而被送至寄養家庭，從此改名換姓。實際上為馬霍尼望族的私生子，一直以來受到安娜莉絲的照顧而不自知。對失蹤的蕾貝卡念念不忘，也在與梅姬交往時，放不下內心的質疑而選擇與其分手。後來與蘿瑞爾發展情愫，卻意外喪身於安娜莉絲家的火災，死亡真相成謎。
- 傑克·法洛希 飾演 康納·沃許（Connor Walsh）

安娜莉絲的學生，男同性戀者，是個狡猾世故、無情又自戀的人。起初是個玩世不恭的男人，為達目的不惜奉獻肉體，並利用著奧利佛對他的心意，來獲取好處。在飽受罪惡感侵襲過後，意識到奧利佛對自己的重要性，個性因而漸漸轉化，並深愛著奧利佛一人。
- 凱媞·范德雷（英语：Katie Findlay） 飾演 蕾貝卡·沙特（Rebecca Sutter）

衛斯神秘的鄰居，被控謀殺好友萊拉。在衛斯的幫助下，得到安娜莉絲的辯護，並深信山姆是殺害萊拉的兇手。由於害怕自己會成為代罪羔羊而不願說出事發經過，使得大家都誤會她就是殺人兇手，也因此命喪黃泉。
- 雅佳·娜歐蜜·金 飾演 米凱拉·普萊特（Michaela Pratt）

安娜莉絲的學生，能力過人，是個充滿自信、擁有極高野心的女子，並崇拜著如安娜莉絲這般成功的女性。原期許與未婚夫艾登結婚後，能夠過上好生活，但最終因看清了艾登的性向，而選擇走出自己的路。曾與李維發展情愫，卻因李維遭到陷害而破局，並在戀上客戶凱勒布後，發現凱勒布不如表面這般無辜。經歷多次失敗的感情，她選擇與亞瑟維持砲友關係，但後來還是發展為情侶關係。對養母感到排斥，也因養母的缺陷，使她不禁對具有權威的女性有著異常的執著。
- 馬特·麥高瑞 飾演 亞瑟·麥爾史東（Asher Millstone）

安娜莉絲的學生，來自法律世家的貴公子，有點自負、幼稚，是擁有常春藤名校與鄉村俱樂部會員背景的萬事通。一直以來都在正義與父親之間徘徊，也因此和家人的關係產生裂痕。辛克萊爾的口不擇言促使他失去理智，而開車撞死了辛克萊爾，自此便加入了安娜莉絲替學生逃脫罪行的行列。曾與邦妮交往，卻因過去不成熟的行為，而和邦妮過往的經歷而生的理念相互衝突，進而導致戀情破局的局面。後來與米凱拉發展砲友關係，卻不滿足自己在這段關係中的身分，而逐漸發展為正式關係。
- 凱拉·蘇薩（英语：Karla Souza） 飾演 蘿瑞爾·卡斯提洛（Laurel Castillo）

安娜莉絲的學生，沉靜敏感，是個唯心主義者。實際上是來自墨西哥豪門貴族，一直以來都想盡辦法要逃離作惡的父親。在與肯恩交往時，情不自禁地被法蘭克吸引，進而導致與肯恩的戀情告吹。在和法蘭克的關係漸漸明朗時，因發現法蘭克就是殺害萊拉的兇手，而使得兩人的關係變了調，但在法蘭克的罪行被揭發後，仍掛心於逃亡的法蘭克。後來與衛斯相戀，並懷上了衛斯的孩子，結果卻在安娜莉絲家的火災中失去了衛斯。一直以來都是五人組中最冷靜的一人，但在發現父親疑似是殺害衛斯的兇手後，為了打擊父親而引發更多災難。
- 查理·韋伯 飾演 法蘭克·迪爾菲諾（Frank Delfino）

安娜莉絲的員工，義大利裔美國人，為達目的可以不擇手段，同時也是個玩世不恭的浪子。十三歲時，因殺害父親而入監服刑，後來在安娜莉絲與山姆的幫助下，才得以獲得假釋。曾為錢而不小心導致安娜莉絲發生車禍而失去孩子，知情的山姆寬恕了他，但為了償還這份恩情，成為了殺害萊拉的兇手。與邦妮有著革命的情感，卻深愛著蘿瑞爾。在萊拉的死亡真相曝光後，他為了贖罪而展開逃亡，並試著獲得安娜莉絲的原諒，願為安娜莉絲赴湯蹈火。
- 麗莎·薇爾 飾演 邦妮·溫特巴頓（Bonnie Winterbottom）

安娜莉絲的員工，安娜莉絲的左右手，同時也是位具資格的律師。她甜美、善於觀察，富有團隊精神和隱藏優勢。幼時曾遭父親侵犯，雖然安娜莉絲曾在法庭上以他方辯護人身分和她對峙，但因安娜莉絲的罪惡感與同理心，而對身處底層生活的她伸出援手，因此她對安娜莉絲抱持著複雜的情感，亦對山姆有著超越友誼的感情。在和亞瑟相戀時，因得知亞瑟曾涉及輪姦案，而選擇忍痛切割。在法蘭克逃亡期間，一直心繫法蘭克，但法蘭克愛著蘿瑞爾堅定的心，卻重擊了抱持希望的她。
- 康拉德·里卡摩拉 飾演 奧利佛·漢普頓（Oliver Hampton）

IT書子，是個同性戀者。曾是康納的利用工具，直到康納發覺自己的內心後，兩人才正式穩定交往，但他卻在失意時意外染上愛滋病。非常崇拜安娜莉絲，但在成為安娜莉絲團隊的一員後，他越是靠近真相越是受到衝擊。

## 常設角色

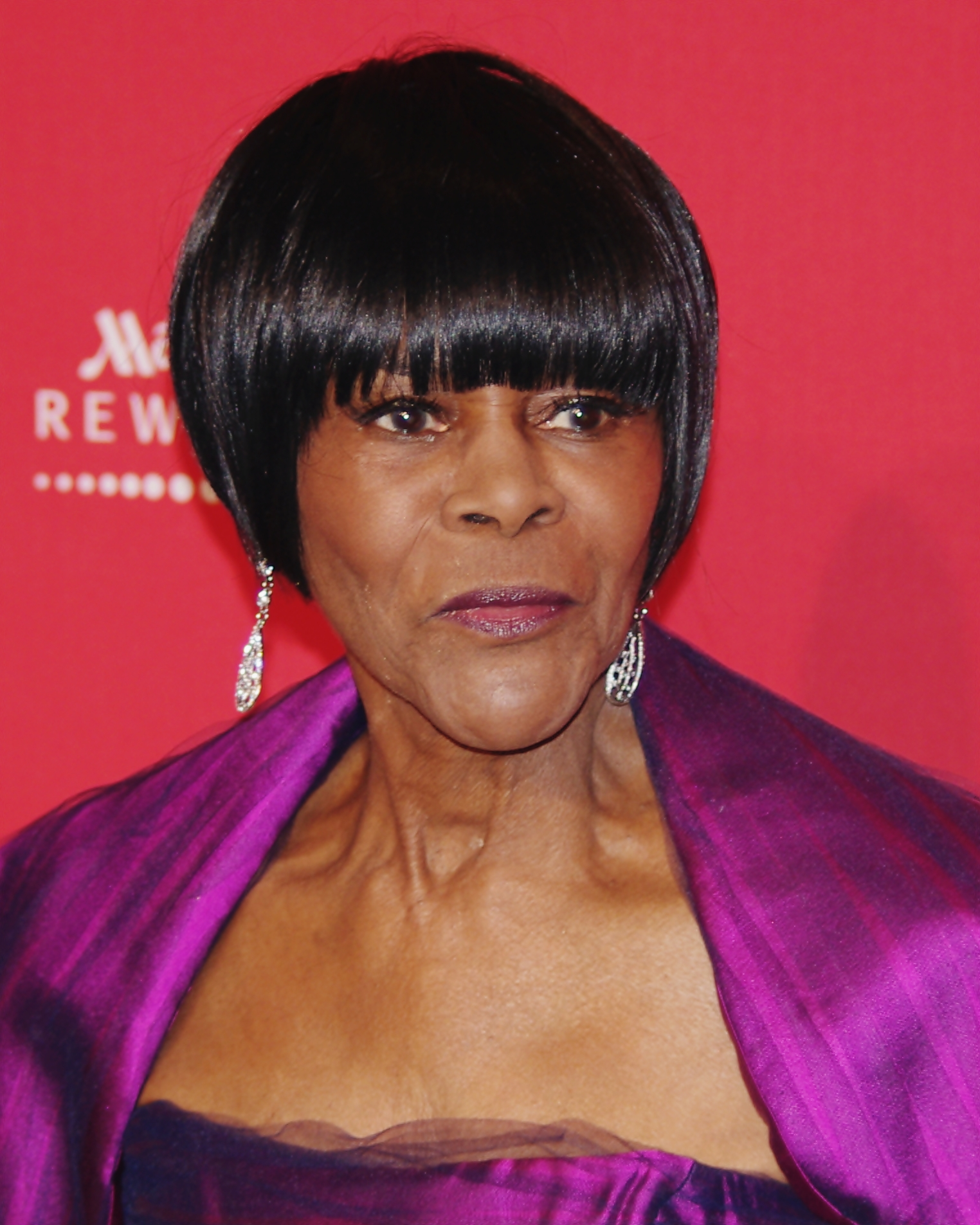
西西莉·泰森飾演歐菲莉亞·哈克尼斯

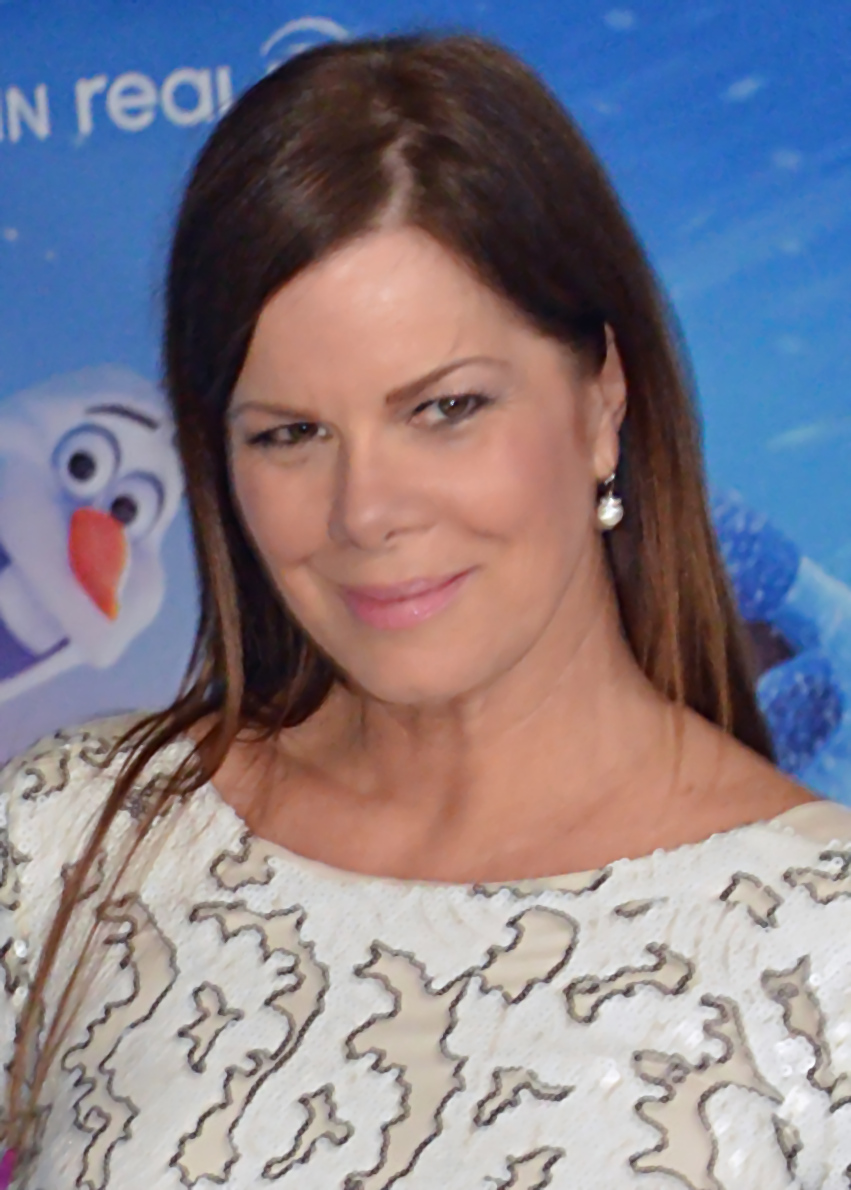
馬西雅·蓋·哈登飾演漢娜·基汀

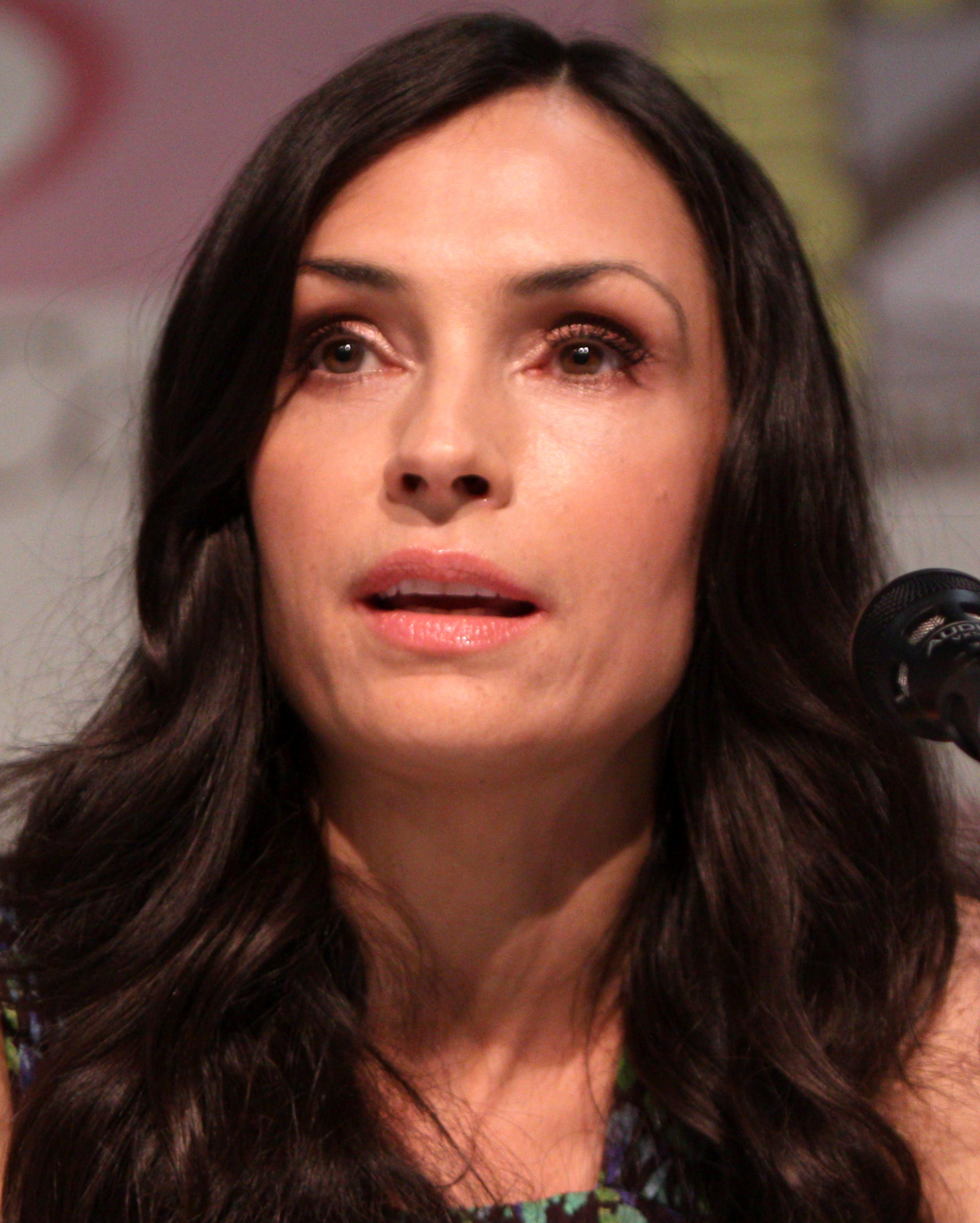
芳姬·詹森飾演伊芙·羅斯洛

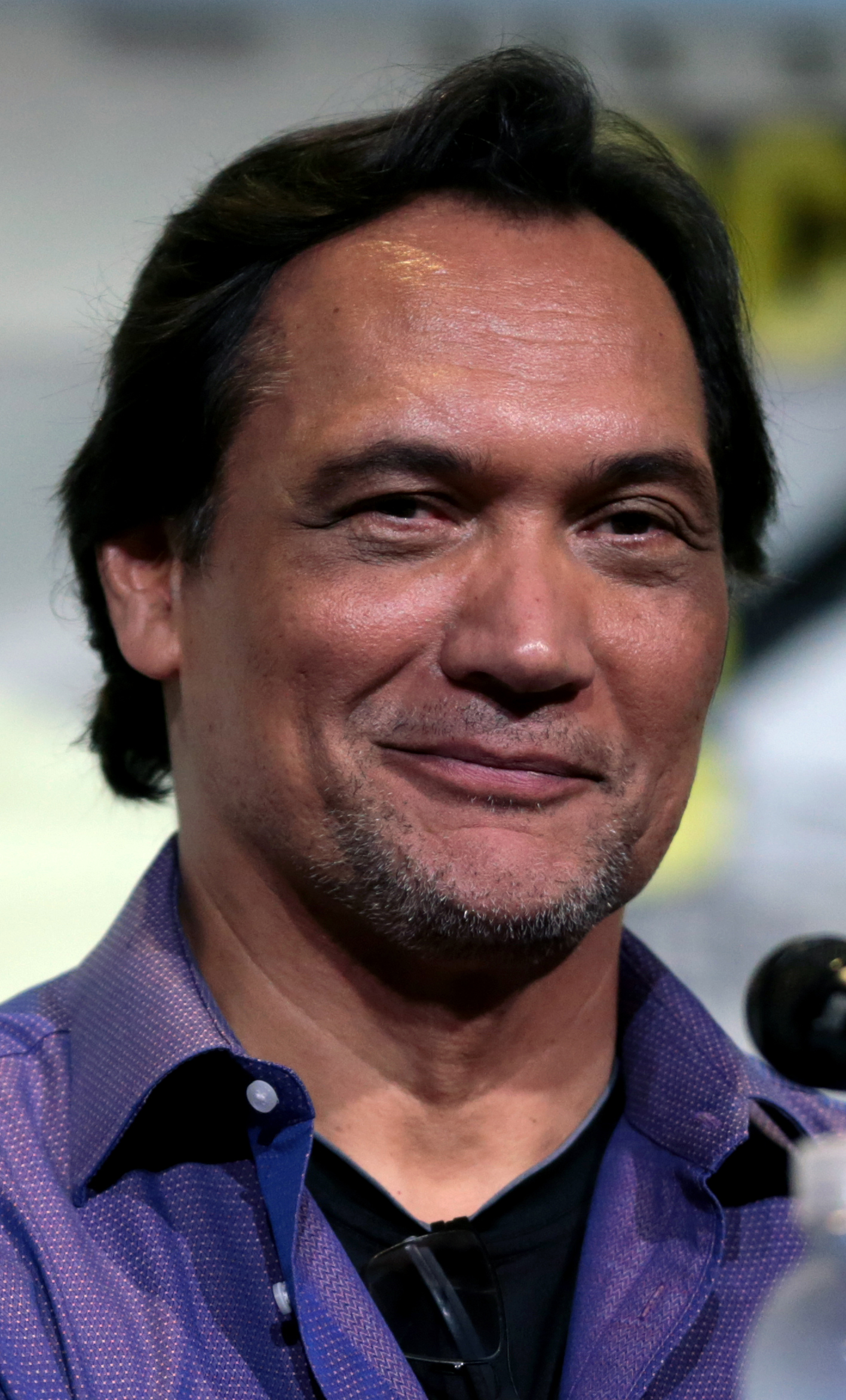
吉米·史密茲飾演艾薩克·羅亞

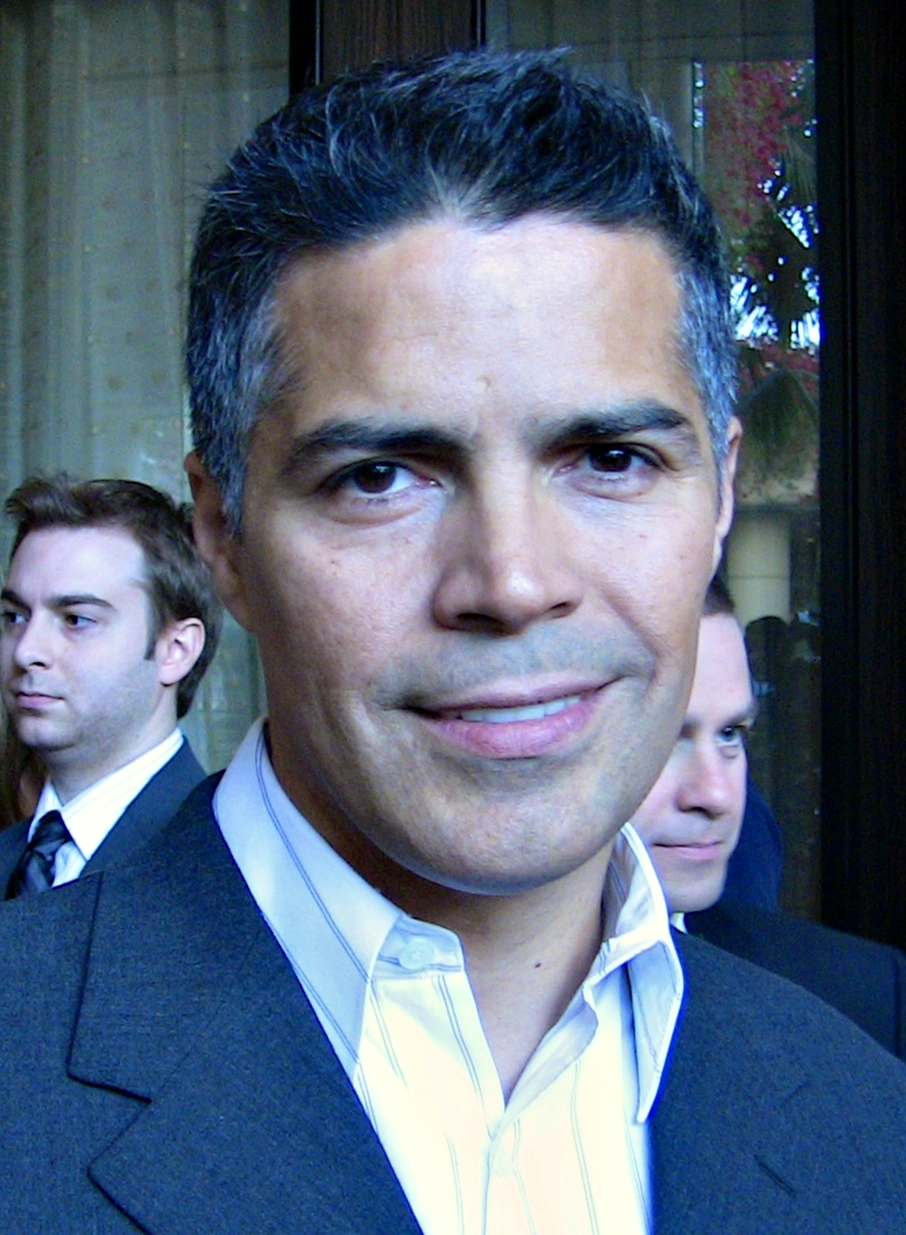
埃賽·莫拉萊斯飾演豪爾赫·卡斯提洛

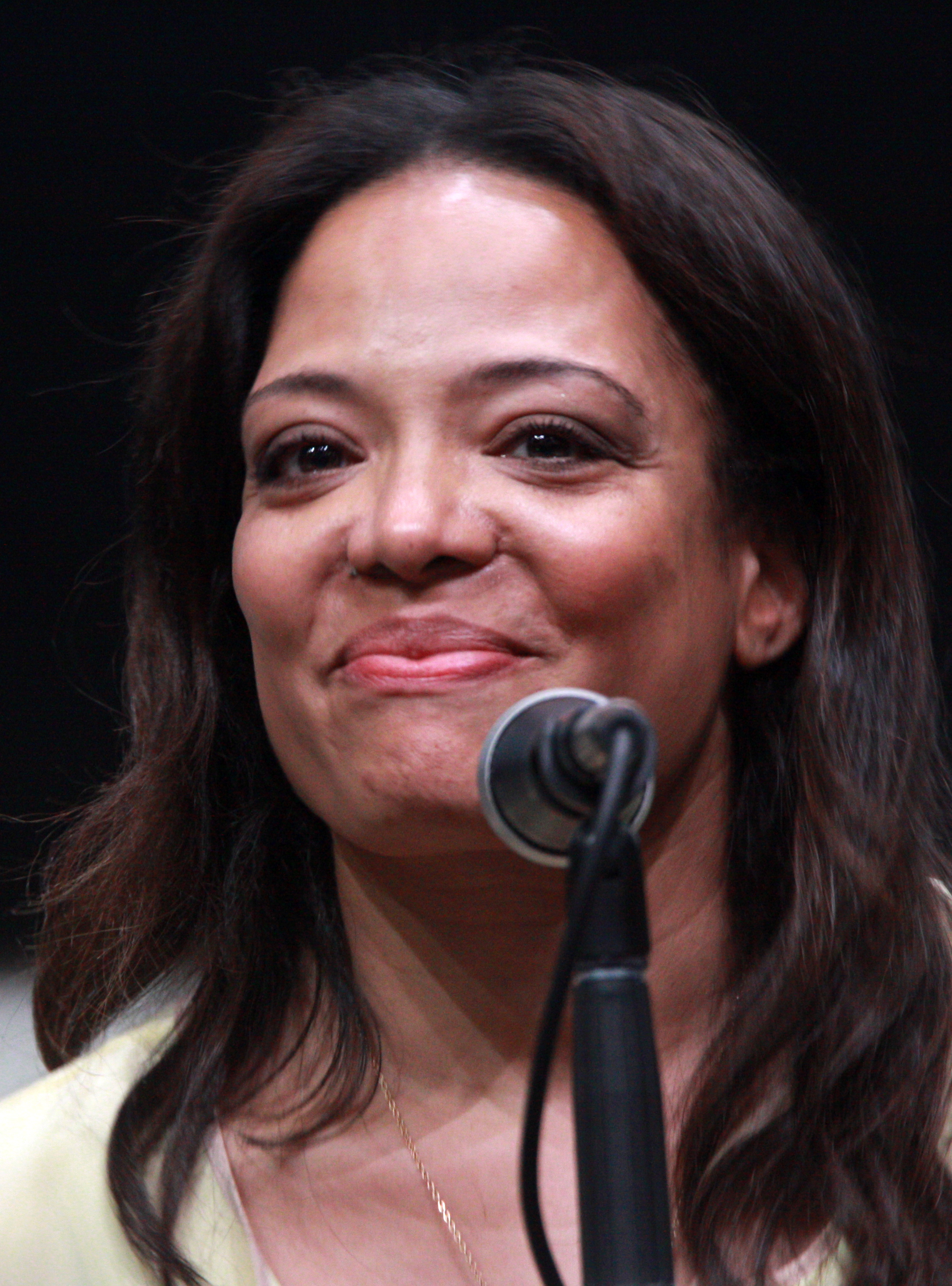
勞倫·維萊斯飾演索拉亞·哈格羅夫

- 西西莉·泰森 飾演 歐菲莉亞·哈克尼斯（Ophelia Harkness）

安娜莉絲的母親。
- 馬西雅·蓋·哈登 飾演 漢娜·基汀（Hannah Keating）

山姆的姐姐，心理學家。認為害死弟弟山姆的元兇就是安娜莉絲。
- 湯姆·維里卡 飾演 山姆·基汀（Sam Keating）

安娜莉絲的丈夫。和萊拉發展婚外情，在得知萊拉懷孕後，唆使法蘭克殺害萊拉。在蕾貝卡闖入家中欲取得他的通訊紀錄時，和衛斯等人發生衝突，並不小心被米凱拉推下樓，最後欲勒死蕾貝卡時，遭到衛斯用正義女神獎盃敲死。
- 芳姬·詹森 飾演 伊芙·羅斯洛（Eve Rothlow）

因常替死囚辯護而聞名的律師，是安娜莉絲的大學同窗兼情人。
- 亞當·阿金（英语：Adam Arkin） 飾演 華萊士·馬霍尼（Wallace Mahoney）

查爾斯的父親，為保護查爾斯而向安娜莉絲。起初被誤認為克里斯托夫的親生父親，實際上則為祖父。得知安娜莉絲欲向檢方說出實情而設計一場車禍欲使安娜莉絲致死，最後遭法蘭克槍斃。
- 吉米·史密茲 飾演 艾薩克·羅亞（Isaac Roa）

成癮治療師，安娜莉絲的心理醫師。
- 喬瑟·祖尼加（英语：José Zúñiga）／埃賽·莫拉萊斯（英语：Esai Morales） 飾演 豪爾赫·卡斯提洛（Jorge Castillo）

蘿瑞爾的父親，事業成功又富有的科技公司老闆，為自身利益而讓蘿瑞爾受傷。
- 露娜·維萊斯（英语：Lauren Vélez） 飾演 索拉亞·哈格羅夫（Soraya Hargrove）

米爾頓大學新任校長，與安娜莉絲參加了同個酗酒者互助會。
- 貝尼托·馬丁尼茲（英语：Benito Martinez） 飾演 陶德·丹佛（Todd Denver）

地方檢察長，接任艾蜜莉偵辦哈普斯塔爾案的檢察官，亦和芮奈聯手，欲擊垮安娜莉絲。
- 莎拉·伯恩斯（英语：Sarah Burns） 飾演 艾蜜莉·辛克萊爾（Emily Sinclair）

調查奈特謀殺案的檢察官，後成為調查哈普斯塔爾夫妻案的檢察官。一心想要撂倒安娜莉絲獲得勝利，然而就在她汙辱威廉時，遭到失去理智的亞瑟開車撞死。
- 琳恩·威特菲爾德（英语：Lynn Whitfield） 飾演 梅莉·沃克（Mary Walker）

艾登的母親，米凱拉準婆婆，對米凱拉極度不滿意。
- 艾莉西雅·瑞納（英语：Alysia Reiner） 飾演 溫蒂·帕克斯（Wendy Parks）

檢察官，常常與安娜莉絲在法庭上鬥智。
- 蘿克珊·哈特（英语：Roxanne Hart） 飾演 席爾維亞·馬霍尼（Sylvia Mahoney）

查爾斯的母親。
- 威爾遜·貝索爾 飾演 查爾斯·馬霍尼（Charles Mahoney）

對沖基金繼承人，安娜莉絲的客戶。實際上衛斯的生父。
- L·斯科特·考德威爾（英语：L. Scott Caldwell） 飾演 茉莉·布洛梅爾（Jasmine Bromelle）

安娜莉絲的獄友，對安娜莉絲非常友善。為一名妓女，因持槍而遭定罪。
- D·W·莫非特 飾演 傑夫·沃許（Jeff Walsh）

康納的父親。
- 瑪麗·布萊姬 飾演 蘿（Ro）

安娜莉絲的髮型設計師。
- 布莉特·巴特勒（英语：Brett Butler） 飾演 翠雪兒·普萊特（Trishelle Pratt）

米凱拉的養母。
- 葛林·特曼（英语：Glynn Turman） 飾演 老奈特·黎西（Nate Lahey Sr.）

- 愛紐卡·阿奇默（英语：Enuka Okuma） 飾演 妮亞·黎西（Nia Lahey）

奈特的妻子，後因病死亡。
- 凱薩琳·艾貝（英语：Kathryn Erbe） 飾演 賈桂琳·羅亞（Jacqueline）

艾薩克的前妻，同樣為一名諮商師。
- 瓊恩·麥可墨翠（Joan McMurtrey） 飾演 海倫娜·哈普斯塔爾（Helena Hapstall）

凱勒布與凱瑟琳的姑姑，與哥哥亂倫生下了菲利浦。
- 約翰·波西（英语：John Posey (actor)） 飾演 威廉·麥爾史東（Bill Millstone）

亞瑟的父親。
- 奧田艾咪（英语：Amy Okuda） 飾演 凱瑟琳·哈普斯塔爾（Catherine Hapstall）

凱勒布無血緣關係的妹妹，被控殺害養父母。相信了安娜莉絲的謊言，而承認自己遭到菲利浦下藥才開槍射擊安娜莉絲並害死辛克萊爾，最後遭受牢獄之災。因喜歡上凱勒布而替凱勒布作假證，最後在菲利浦的說服下說出真相。
- 肯德瑞克·山姆普森（英语：Kendrick Sampson） 飾演 凱勒布·哈普斯塔爾（Caleb Hapstall）

凱瑟琳無血緣關係的哥哥，被控殺害養父母。後與米凱拉發展出情愫。為殺害養父母的真兇，並與凱瑟琳有著秘密關係，最後在東窗事發後割腕自盡。
- 馬特·科恩 飾演 李維·沙特（Levi Sutter）

蕾貝卡的養兄，刻意接近米凱拉好得到情報。
- 蜜拉娜·潔美·傑克森（英语：Milauna Jackson） 飾演 芮奈·艾特伍德（Rene Atwood）

地方檢察官，為安娜莉絲的敵手。與奈特交往後分手，並暗中調查安娜莉絲，並因此攪亂了她的戀情與事業。
- 尼可拉斯·岡薩雷茲 飾演 多明奈克（Dominic）

受豪爾赫之命殺害衛斯，亦與丹佛有所勾當，為蘿瑞爾的舊識。
- 羅傑·羅賓森（英语：Roger Robinson (actor)） 飾演 麥克·哈克尼斯（Mac Harkness）

安娜莉絲的父親。
- 艾米拉·范恩（英语：Amirah Vann） 飾演 媞根·普萊斯（Tegan Price）

辯護律師，凱普蘭與戈德律師事務所合夥人之一，米凱拉的上司，為一名女同志。
- 洛莉塔·黛維琪（英语：Lolita Davidovich） 飾演 桑德琳·卡斯提洛（Sandrine Castillo）

蘿瑞爾的母親，患有躁鬱症，與丈夫感情不睦。
- 傑弗森·懷特（Jefferson White） 飾演 菲利浦·傑瑟普（Philip Jessup）

海倫娜·哈普斯塔爾與哥哥亂倫生下的兒子。
- 艾蜜莉·史瓦洛（英语：Emily Swallow） 飾演 麗莎·卡麥隆（Lisa Cameron）

引誘法蘭克與華萊士合作的女子。
- 優蘭達·羅斯（英语：Yolonda Ross） 飾演 克勞蒂亞·蓋爾文（Claudia Gelvin）

安娜莉絲的獄友，個性大喇喇，總是煩著安娜莉絲。
- 柯蘋·里德（Corbin Reid） 飾演 梅姬·崔佛斯（Meggy Travers）

衛斯的女友後分手，為一名醫師。
- 馬克·L·泰勒（英语：Mark L. Taylor） 飾演 文斯·雷文（Vince Levin）

替衛斯負責馬霍尼案的律師。
- 艾波兒·帕克·瓊斯（英语：April Parker-Jones） 飾演 克萊兒·布萊絲（Claire Bryce）

調查山姆失蹤案的警官。
- 阿瓊·古普塔（Arjun Gupta） 飾演 肯恩（Kan）

法律援助處律師，蘿瑞爾的男友後分手。
- 埃里耶·奈特（英语：Elliot Knight） 飾演 艾登·沃克（Aiden Walker）

米凱拉的未婚夫，與康納是中學同窗，曾與康納有過關係。
- 賈桂琳·哈恩（Jacqueline Hahn） 飾演 芭芭拉·傑寇布斯（Barbara Jacobs）

法官，負責衛斯案。
- 史蒂芬妮·菲瑞希（英语：Stephanie Faracy） 飾演 艾倫·弗里曼（Ellen Freeman）

賓夕法尼亞州律師協會成員。
- 萊尼·普拉特 飾演 葛里芬·歐萊利（Griffin O'Reilly）

萊拉的男友，學校欖球隊的明星四分衛，曾和蕾貝卡發生爭執。
- 戴米昂·J·克拉克（英语：Dameon Clarke） 飾演 芒福德（Mumford）

警探，負責調查安娜莉絲案。
- 葛蘿莉亞·葛拉優亞（英语：Gloria Garayua） 飾演 布莉安娜·戴維斯（Brianna Davis）

警探，負責調查安娜莉絲案。
- 梅根·維斯特（Megan West） 飾演 萊拉·史坦嘉（Lila Stangard）

蕾貝卡的好友，山姆的情婦，葛里芬的女友。因威脅山姆使得山姆唆使法蘭克將其殺害，並將屍體扔入高樓水塔中。
- 貝赫茲·達布（Behzad Dabu） 飾演 賽門·德雷克（Simon Drake）

來自巴基斯坦，法律中心學生，總是和基汀五人組不合，為童年入境暫緩遣返者。
- 約翰·亨斯利 飾演 羅佐·米勒（Rozald Miller）

地方檢察官，接任丹佛的位置，與邦妮互有好感。
- 凱兒喜·史考特（Kelsey Scott） 飾演 蘿絲·艾德蒙（Rose Edmond）

克里斯托夫（衛斯）的母親，為保護克里斯托夫而自殺身亡，曾於馬霍尼對沖基金管理公司擔任清潔工。
- 關多琳·慕郎巴（Gwendolyn Mulamba） 飾演 瑟蕾絲汀（Celestine）

護理師，安娜莉絲的妹妹。
- 吉姆·阿貝爾（Jim Abele） 飾演 泰德（Ted）

傑夫的同性伴侶。
- 艾莉珊卓·梅茲（Alexandra Metz） 飾演 希拉·格林李（Sheila Greenlee）

衛斯的舊識，心理醫師。
- 馬修·里希（Matthew Risch） 飾演 湯瑪斯（Thomas）

男同性戀者，奧利佛的新歡，而得知奧利佛有著愛滋後感到遲疑。
- 埃薩克·萊恩·布朗（Issac Ryan Brown） 飾演 克里斯托夫（Christophe）

年幼時期的衛斯。

## 選角

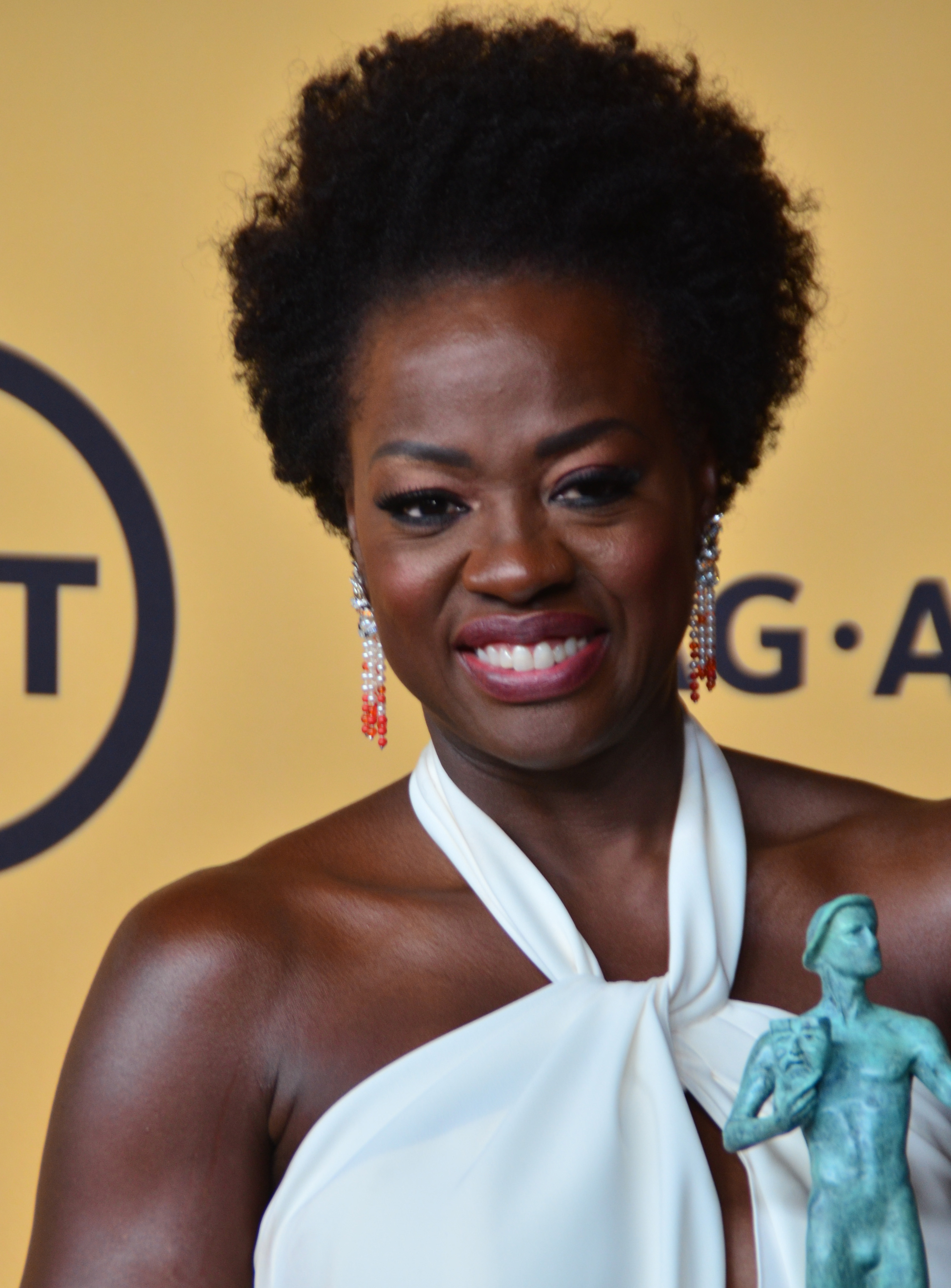
薇拉·戴維絲憑本劇榮獲美國演員工會獎

2014年1月21日，馬特·麥高瑞是第一個確定演出的演員，並將飾演法學院學生之一。2014年2月25日，珊達·萊梅斯宣布薇拉·戴維絲正式加入劇組，並飾演女主角安娜莉絲·基汀教授。2014年2月至3月期間，陸續公布了演員名單：雅佳·娜歐蜜·金、傑克·法洛希、阿爾弗雷德·伊諾奇與凱拉·蘇薩飾演法學系學生們；凱媞·范德雷飾演販賣毒品的學生、查理·韋伯飾演安娜莉絲·基汀教授的法律助理、比利·布朗飾演安娜莉絲·基汀教授的婚外情對象、資深演員兼製作人的湯姆·維里卡飾演安娜莉絲·基汀教授的丈夫，而麗莎·薇爾則飾演安娜莉絲·基汀教授的另一名法律助理。
2014年8月11日，宣布《女子監獄》演員艾莉西雅·瑞納將飾演與安娜莉絲爭鋒相對的檢察官。2014年11月4日，宣布奧斯卡得主馬西雅·蓋·哈登將在第1季後半季正式加入，成為常設演員之一。2014年12月15日，宣布曾獲奧斯卡提名、為艾美獎得主的西西莉·泰森同樣將在後半季的某集登場。
2015年7月14日，宣布第2季將加入新角色，其中包含哈普斯塔爾家族。凱媞·范德雷則將客串飾演在上一季終被殺害的主要角色蕾貝卡·沙特。2015年7月22日，演出過《吸血鬼日記》肯德瑞克·山姆普森將加入第2季陣容，並於第2季首播集登場。2015年7月31日，〈TVLine〉報導於《X戰警》系列中飾演琴·葛雷的芳姬·詹森將在第2季首集飾演一名著名律師。
2015年8月11日，馬特·科恩宣布將出演第2季並飾演李維一角，其是個性感、前衛的工薪族，他將於第2集登場並總共出演3集左右。2015年8月31日，綜藝雜誌報導奧田艾咪將出演第2季，至於細節則尚未公布。2015年9月30日，雪莉·莎姆宣布將客串第2季。2016年1月14日，宣布威爾遜·貝索爾、亞當·阿金與蘿克珊·哈特將加入劇組飾演馬霍尼家族成員。威爾遜·貝索爾將飾演常春藤教育聯盟之子查爾斯·馬霍尼，亞當·阿金與蘿克珊·哈特則分別飾演其父母華萊士與席爾維亞。
2016年3月18日，〈TVLine〉公布康拉德·里卡摩拉將在第3季被提升為常規演員。7月20日，宣布《嗜血法醫》的勞倫·維萊斯將飾演自信、友善、熱情與強大社交能力的米爾頓大學主席。2016年8月6日，報導埃賽·莫拉萊斯與艾美·麥蒂根將客串第3季。8月31日，宣布瑪麗·布萊姬將會客串第3季。9月13日，宣布布莉特·巴特勒將加入第三季飾演神秘角色。
2017年7月20日，宣布《紐約重案組》吉米·史密茲加入第4季主要客串陣容。8月3日，宣布女主角兼製作人戴維絲的製作夥伴兼丈夫朱利斯·泰農將客串第4季。8月4日，證實飾演蘿瑞爾父親豪爾赫的埃賽·莫拉萊斯與飾演多明奈克的尼可拉斯·岡薩雷茲均將回歸第4季。
2018年1月23日，宣布《法網遊龍犯罪實錄：梅內德斯兄弟殺人案》洛莉塔·黛維琪加入第4季常設演員陣容，於該季下半季登場。2月4日，科比·布萊恩在參加安妮獎時，證實自己將客串第4季。

## 外部連結
- 官方网站（英文）
- 《逍遙法外》集數卡司 （页面存档备份，存于） 來自互聯網電影數據庫（英文）
- 製作公司官方網站（英文）